# Clinteroides lachaumei
Clinteroides lachaumei är en skalbaggsart som beskrevs av Franz Antoine 1992. Clinteroides lachaumei ingår i släktet Clinteroides och familjen Cetoniidae. Inga underarter finns listade i Catalogue of Life.